# Тычково (Калужская область)
Тычково — деревня в Козельском районе Калужской области. Входит в состав сельского поселения «Село Покровск».
Расположено на левобережье реки Клютома, примерно в 1 км к северо-востоку от села Покровск.

## Население
На 2010 год население составляло 11 человек.